# Međa (Leskovac)
Pour les articles homonymes, voir Međa et Meda.
Međa (en serbe cyrillique : Међа) est un village de Serbie situé sur le territoire de la Ville de Leskovac, district de Jablanica. Au recensement de 2011, il comptait 810 habitants.

## Démographie
| 1948 | 1953 | 1961 | 1971 | 1981  | 1991 | 2002 | 2011 |
| ---- | ---- | ---- | ---- | ----- | ---- | ---- | ---- |
| 762  | 871  | 914  | 989  | 1 049 | 939  | 872  | 810  |

|  |